# Ben-Hur (pel·lícula del 1925)
Ben-Hur, també coneguda amb el títol llarg Ben-Hur: A Tale of the Christ és una pel·lícula muda estatunidenca dirigida per Fred Nibloi estrenada el 25 de desembre de 1925. És la primera versió de la cèlebre novel·la de Lewis Wallace, Ben-Hur, després del curtmetratge mut del 1907.

## Argument
Judah Ben-Hur és condemnat pel seu amic Messala, per haver-se negat a col·laborar amb l'ocupant romà. Serà adoptat per un soldat romà, Quintus Arrius.
Es retrobaran en el circ en d'una carrera de quadrigues. A la sortida de la carrera, Messala arriba amb un carro equipat amb llargues puntes. La carrera és acarnissada, sent més amenaçant Messala. Obliga Ben-Hur a lliurar-se a diferents proeses per quedar-se dempeus sobre el seu carro.
De resultes d'una enganxada violenta entre els dos carros, Messala cau, és trepitjat pels seus propis cavalls i els cavalls de les altres quadrigues. Ben-Hur guanya la carrera.
Esther retrobarà la germana i la mare de Ben Hur que estan, per desgràcia, afectades per la lepra, malaltia incurable en aquell temps, però que seran curades gràcies a un miracle de Jesús en la seva crucifixió.

## Repartiment
- Ramón Novarro: Judah Ben-Hur
- Francis X. Bushman: Messala
- May McAvoy: Esther
- Betty Bronson: Mary
- Claire McDowell: princesa d'Hur
- Kathleen Key: Tirzah
- Carmel Myers: Iras
- Nigel De Brulier: Simonides
- Mitchell Lewis: Sheik Ilderim
- Leo White: Sanballat
- Frank Currier: Quintus Arrius
- Charles Belcher: Balthazar
- Dale Fuller: Amrah
- Winter Hall: Joseph
- Gary Cooper:
- Marion Davies:
- Douglas Fairbanks:
- Clark Gable:
- John Gilbert:
- Lillian Gish:
- Myrna Loy:
- Mary Pickford:
- Colleen Moore:

## Al voltant de la pel·lícula
El rodatge va començar sota la direcció de Charles Brandin. L'actor Georges Walsh que va interpretar el paper de Ben Hur va ser reemplaçat per Ramon Novarro. L'escena del carro va ser filmada per 42 càmeres algunes de les quals arran del sòl. Més de 60.000 m de pel·lícula van ser utilitzats per a aquesta escena el muntatge final de la qual no conservarà més que 229 m!
La pel·lícula va ser un èxit a les sales però, havent de retornar el 50% de les recaptacions a la família de Lewis Wallace, la Metro-Goldwyn-Mayer va perdre diners.
Una versió sonoritzada amb música original composta per William Axt i David Mendoza i efectes sonors es va estrenar el 1931.
El principal remake de la pel·lícula va ser rodat el 1959: Ben Hur. El 1997, el National Film Registry de la Biblioteca del Congrés dels Estats Units la va seleccionar per a la seva preservació degut al seu interès cultural, històric o estètic.